# 2025年2月逝世人物列表
2025年逝世人物列表：1月 - 2月 - 3月 - 4月 - 5月 - 6月 - 7月 - 8月 - 9月 - 10月 - 11月 - 12月
2025年2月逝世人物列表，是用于汇总2025年2月期间逝世人物的列表。

## 依日期排序

### 28日
- 余华英，61岁，中华人民共和国死刑犯，因拐賣兒童罪罪成被执行注射死刑。[1]
- 葉清田，69歲，台灣男歌手。有「小葉啟田」之稱。（訃告公布日期）[2]
- 张恩祥，82岁，中国政治人物，吉林省人大常委会原副主任。[3]
- 汪懋華，92歲，中國農業工程、電子信息技術與自動化專家，中國工程院院士。[4]
- 曾野綾子（日語：曽野 綾子），93歳，日本作家。[5]

### 27日
- 姜明珠，53歲，韓國女演員。[6]
- 鮑里斯·斯帕斯基（俄語：Бори́с Васи́льевич Спа́сский），88歲，俄羅斯西洋棋棋手，前国际象棋世界冠军。[7]
- 丁柬諾，89歲，中國鋼琴家。[8]
- 王昭雄，84歲，台灣商人，嘉南藥理大學董事長。[9]
- 李岩，52岁，中国外交官，中国驻刚果（布）大使。[10]
- 胡之光，95岁，中国政治人物，曾任公安部纪委书记、党委委员。[11]

### 26日
- ，39歲，美國女演員。肝脏移植（英语：Liver transplantation）手术后并发症。[12]
- ，95歲，美國男演員及小說家，奥斯卡最佳男主角奖及最佳男配角奖得主。死於心脏病及阿尔兹海默症。[13]（遺體發現時間）
  - 貝琪·荒川（英語：Betsy Arakawa），65歲，古典鋼琴家、商人，金·哈克曼之妻子。汉坦病毒感染。（遺體發現時間）
- 趙法箴，89歲，中國海水養殖專家，中国工程院院士[14]。
- 金泰榮（韓語：김태영），76歲，韓國軍人及政治人物，曾任大韓民國聯合參謀本部第34任議長和大韓民國國防部第42任部長。[15]

### 25日
- 朱樹勳，87歲，台灣心臟外科醫生，新北市亞東紀念醫院副董事長。[16]
- 丁遠超，68歲，台灣政治人物，前總統府發言人。[17]
- ，51歲，墨西哥裔美國男編劇和監製。[18]
- 李穎哲，80歲，台灣企業家，祺驊總裁。[19]
- 马仲才，92岁，中國政治人物，曾任中共山东省委副书记，省人大常委会副主任、党组书记。[20]

### 24日
- 岸本梓，39歲，日本女藝人。[21]
- 羅貝塔·弗萊克（英语：Roberta Flack），88歳，美國歌手。[22]
- 弗蘭克·威斯納（英語：Frank Wisner），86歳，美國商人、外交官，曾經擔任美國駐印度大使、駐菲律賓大使、駐埃及大使、駐尚比亞大使，國防部副部長，國際安全事務副國務卿。[23]
- 楊文欣，62歲，台灣商人及政治人物，前立法委員，長億實業公司前副董事長，長億關係企業創辦人楊天生之子。胰臟癌。[24]
- 鄭守一（韓語：정수일），90歳，朝鲜间谍，韓國历史學家。[25]
- 陳堅，85歲，中國錢幣設計師、工藝美術師，中國熊貓金幣之父。[26]
- 陶祖缽，86歲，中國氣象學者，北京大學物理學院大氣與海洋科學系退休教授。[27]
- 周懿嫻，91歲，中國女子籃球運動員、教練，第五屆全國政協委員[2][3]。北京市第十二女子中學53屆校友[4]。1999年被評為新中國籃球50傑。[28]

### 23日
- 他寧·蓋威遷，97歲，泰國政治人物，曾任第14任泰國總理及代理樞密院院長。[29]
- 曾良，54歲，中國教師，海南華僑中學新埠學校校長。[30]

### 22日
- 希山沙鲁丁，58歲，馬來西亞政治人物，巫統黨籍前霹靂州議會亞亦君令州議員。[31]
- 陳曉林，71歲，中國作家。[32]
- 陳靜雯，26歲，中國網主。漸凍人症。[33]

### 21日
- 方大同，41歲，香港音樂人。[34]
- 吳顯林，82歲，中國雕塑家。[35]
- 杜國清，83歲，臺灣詩人、翻譯家、評論家。[36]
- 桂中岳，86岁，中国政治人物，陕西省人大常委会原副主任。[37]
- 沈世傑，98歲，台灣魚類專家。[38]
- 三蘇丁·阿茲米，97歲，巴基斯坦唯心主義領域學者。[39]
- 沃萊塔·華勒斯（英語：Voletta Wallace），78歲，美國音樂、電影製作人，饒舌歌手聲名狼藉先生的母親[40]。
- 楊大昆，101歲，中國軍人、工程師，黃埔軍校19期（機5期）生、北京市黃埔軍校同學會副會長。[41]

### 20日
- 大衛·L·博倫（英語：David Boren），83歲，美國政治人物、陸軍退役上尉，民主黨籍前奧克拉荷馬州聯邦參議院議員（1979年—1994年）。[42]
- 瑪貝爾·蘭德里（英語：Mabel Landry），92歲，美國田徑運動員。[43]
- 歐正明，81歲，台灣企業家，環隆科技（環科 2413.TW）創辦人及立隆電（2472.TW）之獨立董事。[44]
- 傑瑞·巴特勒（英語：Jerry Butler），85歲，美國靈魂樂創作歌手、製作人、音樂家與退休的政治人物。[45]
- 漢斯·凱爾·拉斯穆森（丹麥語：Hans Kjeld Rasmussen），70歲，丹麥男子射擊運動員。[46]
- 喬治·謝爾德里克（英語：George Sheldrick），82歲，英國化學家。[47]

### 19日
- 桑吉瓦，斯里蘭卡黑幫領袖，在法院被殺手擊斃。[48]（死訊公佈日期）
- 姚穆，94歲，中国纺织材料学家，中國工程院院士。[49]
- 蘇萊·曼西塞（法語：Souleymane Cissé），84歲，馬利導演，坎城影展1987年評審團大獎、2023年金馬車獎得主[50]。
- 威廉·布勞德（英語：William Browder），91歲，美國數學家，研究領域為代數拓撲、微分拓撲和微分幾何，曾任美國數學學會會長[51]（死訊宣公布日期）。
- 張魁，88歲，中國軍人，寧夏軍區原副司令。[52]
- 王伟华，83歲，曾任原中共中央党史研究室副主任兼秘书长、办公厅主任、机关党委书记[53]

### 18日
- 郭中興，93歲，台灣前中華民國射擊協會理事長。[54]
- 王子墨，26歲，中國網紅，車禍。[55]
- 李宥珠（韓語：이유주），35歲，大韩民国瑜珈教練。[56]
- 馬利安·特斯基（波蘭語：Marian Turski），98歲，波蘭歷史學家，納粹集中營倖存者。[57]
- 章恭湘，102歲，中國女紅軍，原南通醫學院黨委宣傳部部長。[58]
- 安多洛桑，39岁，中国藏族歌手。因糖尿病和肺结核离世。[59]
- 克勞斯·羅可辛（德語：Claus Roxin），93歲，德國法學家，巴伐利亞科學與人文學院院士。[60]
- 許淵，55歲，中国建筑防水协会专家委员会委员，宏源防水集团副总裁，突发疾病。[61]
- 約翰·薩利斯，86歲，美國哲學家。[62]

### 17日
- 柯承發，92歲，台灣教師，曾執教於新竹市東區東園國民小學，台灣民眾黨前主席柯文哲父親。[63]
- 鄺春偉，58歲，中國學者，華東師範大學社會學系副教授。[64]
- 潘國民，92歲，中國辭書編纂家。[65]
- 安東妮亞·梅耶（法語：Antonine Maillet)，95歲，阿卡迪亞裔加拿大文學家[66]。
- 傑米·繆爾（英語：Jamie Muir)，82歲，蘇格蘭流行音樂鼓手、畫家[67]。
- 帕基塔·拉·德爾·巴里奧（西班牙語：Paquita la del Barrio)，77歲，墨西哥女歌手、演員、作曲家[68]。
- 付鎖堂，62歲，中國長慶油田公司原總經理。[69]
- 詹姆斯·哈里森，88歲，澳大利亞慈善家。[70]

### 16日
- 维克多·安东诺夫（英语：Viktor Antonov (art director)），52岁，保加利亚电子游戏艺术总监（死讯公布日期）[71]。
- 金賽綸（韓語：김새론），24歲，韓國女演員，輕生。[72]
- 吉元玉（韓語：길원옥），97歲，韓國慰安妇。[73]
- 邹家华，98岁，中华人民共和国政治人物，曾任中国共产党第十四届中央政治局委员、国务院副总理、第九届全国人民代表大会常务委员会副委员长[74]。
- 石國瑞，101歲，中國公安部離休幹部，曾任毛澤東警衛。[75]
- 李秉毅，93歲，中國保健管理專家。[76]。
- 王世榮，86歲，香港企業家，建業集團創始人[77]
- 朱道立，79歲，中國學者、物流管理專家，上海交通大學安泰經濟與管理學院。[78]。
- 胡家麒，87歲，中華民國陸軍中將、前國防部軍情局局長、前駐越南代表。[79]

### 15日
- 诗琳·阿卜杜拉耶娃，20歲，烏兹別克籍中國女藝人。脑膜炎。[80]
- 易兰英，99歲，中國人，南京大屠殺倖存者。
- 陶承义，89歲，中國人，南京大屠殺倖存者。[81]
- 穆辛·亨德里克斯（英語：Muhsin Hendricks），57歲，南非伊斯蘭教伊瑪目、伊斯蘭學者及LGBT活動者，全球首名公開出櫃的伊瑪目。死於槍擊[82]。
- 何碧雲，90歲，台灣志工，基隆市救難協會前理事長。[83]

### 14日
- ，97歲，法国女演员。[84]
- 李振瑋，41歲，台灣政治人物，花蓮市民代表會主席。[85]
- 張永山，年齡不詳，台灣政治人物，曾任大陸委員會聯絡處處長、港澳處處長、國安會第三組組長、中華教育文化經貿促進總會創會總會長（死訊公佈日期）。[86]
- 贺法田，67歲，中华人民共和国死刑犯。因故意殺人罪被执行注射死刑。[87]
- 有本明弘（日語：有本 明弘），96歲，日本人，朝鲜绑架日本人问题受害者（有本惠子（日語：有本 恵子））之生父。衰老而死。[88]
- 林才壽，100歲，台灣人，228事件受難者。[89]
- 范寶俊，84歲，中國政治人物，曾任民政部副部長、黨組副書記。[90]

### 13日
- 虹云，本名冯云，81岁，中国播音艺术家。[91]
- 羅尼·博伊斯（英語：Ronnie Boyce），82歲，英格蘭職業足球運動員。[92]
- 多瑙伊·亞諾什（匈牙利語：Dunai János），87歲，匈牙利男子足球運動員。[93]
- 周有尚，98歲，中國公衛學者，預防醫學教育家、流行病與衛生統計學專家。[94]
- 王黛影，95歲，台灣作家。[95]

### 12日
- 李小江，73歲，中國妇女研究和性别研究学者。[96]
- 吳明峯，62歲，台灣骨科醫師，高雄市中正脊椎骨科醫院院長。流感引致心臟病發。[97]
- 王國慶，67歲，台灣棒球教練，台東泰源國中棒球隊總教練。[98]
- 吉恩·格羅夫·艾倫（英語：Gene 'Groove' Allen），63歲，美國歌手、演員。[99]
- 徐淑清，95歲，原大連石油公司副總經理。[100]
- 曾建徽，96歲，中華人民共和國政府官員、記者。曾任中共中央宣傳部副部長、原中央對外宣傳辦公室主任、國務院新聞辦公室主任。[101]

### 11日
- 金里乙（韓語：김리을），32歲，韓國服裝設計師，服裝品牌「里乙」創辦人。輕生。[102]
- 林益民（英语：Moses Lim），75歲，新加坡藝人。[103]
- 瑪格麗塔·福爾斯（Margarita Forés），65歲，菲律賓廚師，義大利餐廳「Cibo」創辦人，2016年獲「亞洲最佳女主廚」。[104]
- 高亮，49岁，中国男演员，演员高明之子。病逝。[105]
- 趙欣然，80歲，台灣演員張翰及張震之母，病逝。[106]
- 王富中，92岁，中华人民共和国政府官员，曾任国家安全部党委委员、纪委书记，病逝。[107][108]
- 陈逊，102岁，中国政治人物，广州市委党校原副校长。[109]

### 10日
- 彼得·圖亞索索波（英语：Peter Tuiasosopo），61歲，美國男演員。心臟病。[110]
- 朱曙光，80歲，中國人民解放軍副大軍區職退休幹部、曾任武警部隊副司令員，朱声达之子。[111][112]
- 方仲滿，香港飛碟學會創會會長。[113]

### 9日
- 阿西爾·納迪爾（土耳其語：Asil Nadir），83歲，土耳其裔賽普勒斯企業家，曾任寶麗碧國際股份有限公司首席執行官。[114]
- 湯姆‧羅賓斯（英语：Tom Robbins），92歲，美国小說家。[115]
- 韓南鵬， 93歲，中國政治人物，曾任湖北省副省長，湖北省政協副主席，民盟湖北省委員會主任委員。[116]

### 8日
- 嘉樂頓珠（藏語：རྒྱལ་ལོ་དོན་འགྲུབ），96歲，西藏獨立運動支持者，第十四世達賴喇嘛丹增嘉措的二哥。[117]
- 薩姆·努喬馬（英語：Sam Nujoma），95歲，納米比亞政治人物，納米比亞開國總統（1990年—2005年）。[118][119]
- 巴彥布，83歲，中國詩人，中國作家協會會員、哈爾濱市文聯原文學創作所所長、哈爾濱市作協原副主席、《詩林》原主編。[120]
- 石召君，32歲，中國學者，中國計量大學光學與電子科技學院講師。[121]

### 7日
- 宋大琯（朝鲜语：송대관），78歲，韓國「國民Trot歌手」，心肌梗塞。[122]
- 徐少龍，72歲，台灣罪犯，華興靈修中心創辦人、號稱「五教共主」（死訊公佈日期）[123]。
- 張能傑，46歲，台灣商人，日月光半導體董事、中國區總經理，張虔生之子（死訊公佈日期）[124]。
- 程世春，94歲，中國退役籃球運動員和教練，1999年入選新中國籃球50傑。[125]
- 李毓佩，86歲，中國數學科普作家，首都師範大學數學系教授。[126]
- 托尼‧羅伯茨（英语：Tony Roberts (actor)），85歲，美國男演員。死於肺癌。[127]
- 衣笠剛，76歲，日本企業家，東京養樂多燕子隊球團會長。[128]
- 李文瑞，97歲，中國中醫師、學者。[129]

### 6日
- 黄旭华，98岁，中国船舶专家，中国工程院院士，共和国勋章、国家最高科学技术奖获得者，曾任中国核潜艇工程总设计师。[130]
- 王炳华，89岁，中华人民共和国考古学家，新疆维吾尔自治区文物考古研究所所长。[131]
- 約翰·亞當斯·摩根（英語：John Adams Morgan），94岁，美国帆船運動員。[132]
- VC·賈納爾丹·拉奧（英語：VC Janardhan Rao），86歲，印度企業家，製造企業韋利安集團（Veljan Group）董事長兼總經理，被殺。[133]
- 蔡昌壽（又名劉昌壽），年齡不詳，中国非物质文化遗产古琴藝術傳承人。[134]

### 5日
- 桑原康伸，44歲，日本搖滾樂演奏家，搖滾樂團GaGaGa SP (ガガガSP)貝斯手，心臟衰竭。[135]
- 白阿瑩，69歲，中國作家、政治人物。曾任陕西省人大常委会副主任，陕西省政府副省长，陕西省总工会主席、党组书记。[136]
- 溫思美，68歲，中國學者，曾任中國民主同盟第十屆、十一屆中央委員會副主席，華南農業大學副校長。[137][138]
- 恩斯特-約阿希姆·屈佩爾斯（德語：Ernst-Joachim Küppers），82歲，德國男子游泳運動員。[139]

### 4日
- 黃少岑（綽號：么么），75歲，台灣黑道人物，黑社會組織竹聯幫第二任幫主[140]。
- 項楚，84歲，中國敦煌學、語言學、文學史專家[141]。
- 西德·艾哈迈德·加扎利（阿拉伯語：سيد أحمد غزالي），87岁，阿尔及利亚政治家，曾任阿尔及利亚总理（1991年—1992年）。[142]
- 阿迦汗四世（波斯語：آقا خان چهارم），88歲，持英國和葡萄牙國籍的伊斯蘭教什葉派宗教領袖，尼扎里伊斯瑪儀派伊瑪目（自1957年起）。[143]
- 辜嚴倬雲，104歲，台灣政治人物，曾任中華民國婦女聯合會主任委員、總統府資政，海基會董事長辜振甫之妻。[144]
- 俞明，100歲，香港演員。死於肺炎。[145]
- 王忍之，92歲，中國政治人物，曾任中共中央宣傳部部長（1987年—1992年），中國社會科學院副院長、黨組副書記（正部長級）。[146][147]
- 林婉珍，95歲，台灣水墨畫家。[148]
- 唐納德·L·特科特，92歲，美國地球物理學家，加利福尼亞大學戴維斯分校教授。[149]

### 3日
- 麥克·布洛維（英語：Michael Burawoy），77歲，英國社會學家。交通事故。[150]
- 阿爾緬·納加佩托維奇·薩爾基相（烏克蘭語：Армен Нагапетович Саркісян），46歲，亞美尼亞裔烏克蘭親俄人士、親俄武裝組織領袖。在莫斯科遭炸彈暗殺。[151]
- 吳成勳（朝鲜语：오성훈），45歲，韓國藝人，南韓元祖嘻哈團體「People-Crew」成员。猝逝。[152]
- 吉田義男，91歲，日本職業棒球運動員及教練；曾任阪神虎隊總教練（1985年—1987年）。腦梗塞。[153]
- 林子平（英语：Lim Tze Peng），103岁，新加坡画家。[154]

### 2日
- 李周實（朝鲜语：이주실），81岁，韓國演員。胃癌。[155]
- 徐熙媛（藝名大S），48歲，臺灣藝人。甲型流感併發肺炎。[156]
- 陶立璠，87歲，中國民間文藝學家，中央民族大學教授，曾任中国民俗学会副理事長。[157]

### 1日
- 霍斯特·克勒（德語：Horst Köhler），81岁，德国政治人物、曾任德國聯邦總統（2004年—2010年）。[158]
- 雷納托·科塞蒂（義大利語：Renato Corsetti），83岁，義大利心理语言学者，世界語推動者，曾任國際世界語協會主席（2001年—2007年）[159]。
- 費·文森（英語：Francis Thomas "Fay" Vincent Jr.），86岁，美國律師、專業經理人、職業運動管理者，曾任美國職業棒球大聯盟主席（1989年—1992年）[160]。